# 閃靈樂團
閃靈（英語：CHTHONIC）是一支台灣重金屬樂團，1995年成立於台北，曾獲台灣金曲獎與金音創作獎最佳樂團。團長為貝斯手葉湘怡（Doris），創團者是主唱林昶佐（Freddy）。目前主要創作者為主唱Freddy與吉他手小黑。英文團名「CHTHONIC」是希臘文「克托尼俄斯」（陰間神祇）之意，漢語音譯為「閃靈」。英國主流媒體《衛報》，稱閃靈樂團已成為「台灣文化大使」。
閃靈音樂的內容以台灣歷史神話與為背景，旋律編寫融合五聲音階與台灣小調、演歌。自2011年以來，融入二胡的樂器配置以表現悽美之聲成為他們的標誌，另外還運用嗩吶、獵首笛、尺八、箏、三味線等民俗樂器在重金屬音樂之中。目前為國際環球唱片旗下藝人，專輯於台灣、日本、歐美各國、東南亞各國等地區發行。閃靈的國際巡迴演唱會相當頻繁，常在國際搖滾、流行音樂報章雜誌曝光。被英國《衛報》譽為亞洲的黑色安息日。
樂團成員同時也是政治活動家，他們主張台灣獨立和西藏及維吾爾族的人民自決，性別平權及同性戀權益。主唱Freddy（林昶佐）在2010年至2014年擔任國際特赦組織台灣分會會長，2016年至2024年間擔任兩屆立法委員第9屆中華民國立法委員、第十屆中華民國立法委員。截至2023年，樂團共發行了9張錄音室專輯、11張單曲、1張迷你專輯、4張精選輯、6張現場專輯和5張影像作品，另外還出版了2本書和1本小說。

## 歷史

### 正式出道前（1995 - 1998年）

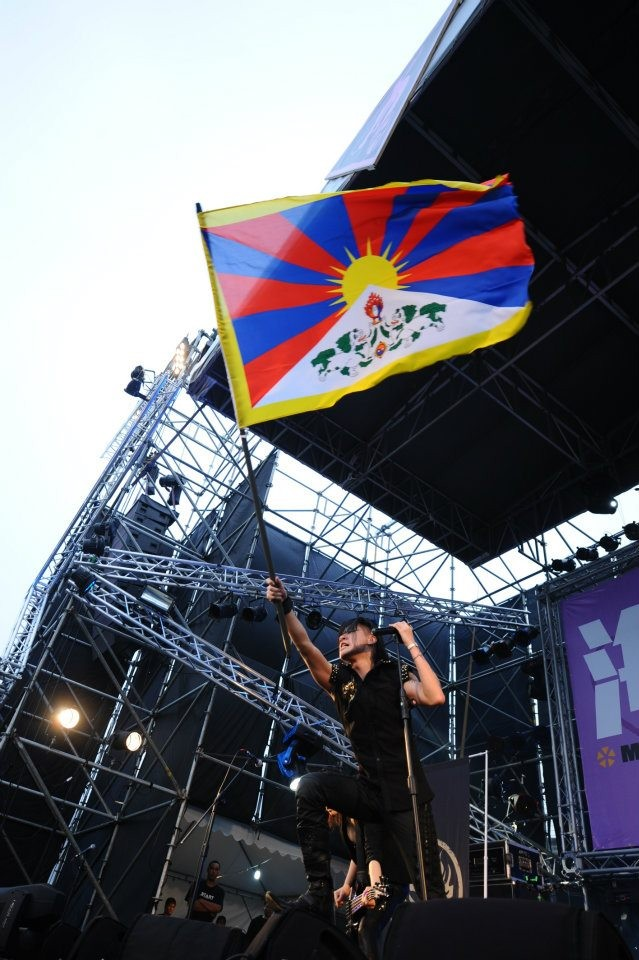
林昶佐（Freddy）於1995年成立閃靈樂團。曾於2010年至2014年擔任國際特赦組織台灣分會會長，現任第9-10屆立法委員

1995年底，一位台北的大學生Freddy組成了第一支台灣黑金屬樂團ChthoniC，後來直接音譯為閃靈。剛成立的閃靈就決定要用台灣本土題材來創作，他們曾在1996年的政大金旋獎獲得創作季軍、最佳編曲，在1997年的「熱門音樂大賽」獲得亞軍與最佳創作。起初的團員為Freddy與中學同學Ellis、Man 6、Terry等，歷經多次團員變換後，1998年時的團員為主唱Freddy、吉他手張崇偉、貝斯手小羽、鍵盤手Ambrosia、鼓手小汪。主唱Freddy並在部分歌曲中演奏二胡。（閃靈稱呼二胡為hena，為台語之「絃仔」）
當時創作樂團在台灣並不常見，成軍時的閃靈曾在只有個位數觀眾的場合演出。為了讓觀眾更了解閃靈音樂內容，早期閃靈演出時會自製歌詞發給觀眾。1998年初發行《越海第二樂章：深耕》，展開第一次的台灣巡迴演出，當時，閃靈在當時台北獨立音樂的重要演出場所vibe已是票房保證，之後並連年在春天吶喊、野台開唱等台灣重要音樂祭中於黃金熱門時段演出。
早期閃靈歌曲風格多方摸索不同的重金屬表現方式，例如〈海息〉以清腔唱法搭配強力和弦，〈母島解體‧登基〉以嘶吼唱腔搭配黑金屬編曲形式，〈深耕〉則具有力量金屬風格。歌詞方面則有台語亦有華語，同時鍵盤手Ambrosia亦擔任女聲演唱。

### 亞洲發展期（1998 - 2002年）

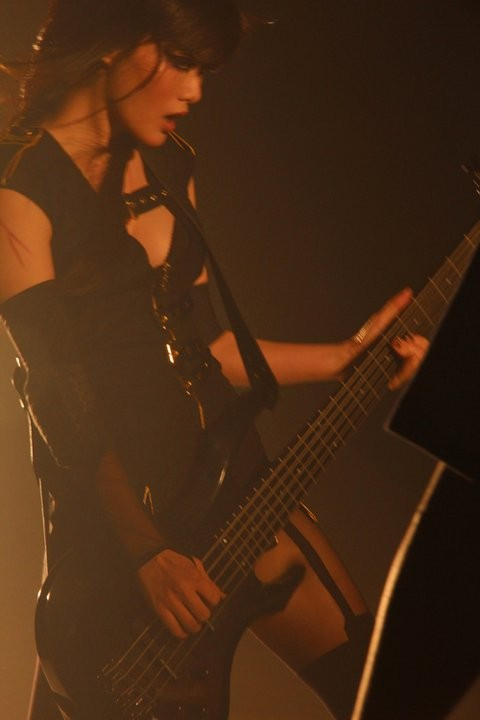
葉湘怡（Doris）於1999年起成為閃靈的貝斯手。曾於2008年及2016年登上《FHM男人幫》雜誌封面

閃靈首張專輯《祖靈之流》於1998年在台灣錄製，由曾製作Illdisposed的丹麥音樂製作人Jan Borsing混音、後期製作。1998年底由當時的閃靈團員與朋友自行全台獨立鋪貨發行，並站上淘兒唱片流行音樂專輯排行榜亞軍。
1999年，團員陸續變動，並為離開的團員舉辦了一場「暴羽肆虐」演唱會。2000年，貝斯手葉湘怡（Doris）、吉他手劉笙彙（小黑）以及鼓手蔡宗哲加入，隨即開始準備第二張專輯《靈魄之界》。這張專輯由許世晃製作，於2000年中由水晶唱片發行，站上Tower流行音樂專輯排行榜冠軍、獲香港《MCB》雜誌選為「年度十大華語專輯」。《靈魄之界》為全華語的概念專輯，以《祖靈之流》中的〈母島解體‧登基〉一曲發展，故事描寫台灣原住民神話神祇與漢神的戰爭。這張專輯風格以交響黑金屬為主，主唱Freddy嘶吼唱腔與鍵盤手Ambrosia的女聲演唱是特色之一。在〈永固邦稷〉等歌曲中具有東方特色的五聲音階旋律，是閃靈的創作中開始注入本土特色旋律的開始。
2000年，閃靈受邀參加日本富士搖滾音樂祭演出，並舉辦第一次的國際巡迴「鬼月出巡」，接連在香港、馬來西亞、新加坡舉行演唱會。同時，閃靈與香港Catalyst Action唱片簽約發行《靈魄之界》，於2001、2002接連赴香港宣傳專輯與演出。日本方面則由Soundholic唱片發行。
2001年，Vivien加入代替離開的鍵盤手Ambrosia，接著進行製作以林投姊傳說為主題故事的第三張專輯《永劫輪迴》。這張專輯於2002年初赴丹麥Borsing Recording錄製，於2002年4月由水晶唱片發行，第二年獲華語世界指標性流行音樂獎項金曲獎之「最佳樂團獎」。這張專輯歌曲風格仍以交響黑金屬結合本土特色為主，如序曲的台語金剛經、〈悲命格〉中的五聲旋律等，歌詞則首次全台語創作。與之前的作品相較，這張專輯少了女聲演唱，但增加許多女聲低聲吟唸的編排來表現女鬼林投姊的氣氛。2002年中展開「鬼王遶境」台灣巡迴演唱會，結合傳統台灣獅鼓演出。並展開國際巡迴，前往日本、香港、美國演出。2002年底於台大體育館舊館舉辦「冥誕七年」演唱會，除了獅鼓外，亦結合傳統國樂團演出。

### 歐美成長期（2002 - 2008年）

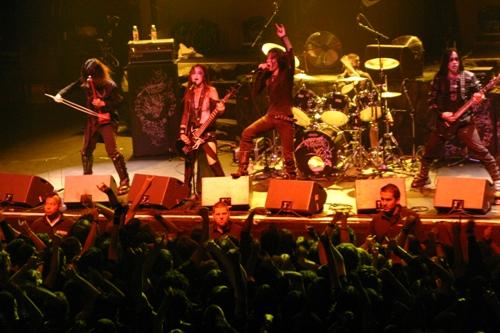
2007年在加拿大蒙特婁演出的閃靈。

2002年，閃靈與美國Nightfall唱片簽約，在北美發行《靈魄之界》英文版，自此之後，閃靈在國際發行的專輯皆以英文版為主。同年在紐澤西的Metal Meltdown音樂祭與密爾瓦基METALFEST演出。10月並與瑞典黑金屬樂團Dark Funeral連袂在日本巡迴演出。2002年底，鍵盤手Vivien離團，2003年Luis入替。同年獲邀為電影《佛萊迪大戰傑森之開膛破肚》譜寫中文主題曲〈極惡限戰〉並發行單曲。
2004年，團員陸續變動，鍵盤手Alexia、鼓手汪子驤（丹尼）加入，開始準備以霧社事件為主題的第四張專輯《賽德克巴萊》。這張專輯於2005年初赴丹麥Borsing Recording錄製，同年年中由樂評人馬世芳創立的荒島唱片發行。此專輯歌曲風格仍以交響黑金屬融合本土風味為主，但二胡的使用比例增加，成為每首歌曲必備編制，女聲演唱也增加，並由陳珊妮擔任客座歌手，節奏方面則增加Blastbeat技巧的使用。這張專輯被許多樂評認為是閃靈最交響的作品之一。台灣版本歌詞以華語為主，國際版則以英語為主，兩種版本皆融入部分賽德克語與日語。本張專輯同時也支持魏德聖導演的《賽德克·巴萊》電影計畫，發起募款捐助的活動。而魏德聖則提供試拍預告片給閃靈做為〈半屍．橫氣山林〉音樂影片使用。
《賽德克巴萊》發行後，鍵盤手Alexia離開，由高嘉嶸（小捲）入替；曾於2002年「冥誕七年」演唱會與閃靈合作的二胡手趙甦農亦正式加入。2005年下半年，閃靈接連在台灣舉行「Rose Tour」以及「大威震金屬制霸」巡迴演唱會。2006年初舉行一系列的紀念成軍十年活動，包括在台北華山藝文特區舉行「登基十年」演唱會，由圓神出版社發行書籍《閃靈王朝─台灣搖滾鬼王10年全紀錄》，荒島唱片發行精選輯《鬼脈轉生‧帝輪十年經典》，精選輯中選自前三張專輯的歌曲，皆由2006年的團員重新錄製，於後並發行《登基十年演唱會DVD》。
2006年底至2007年，專輯《賽德克巴萊》英文版在各國陸續推出，發行或代理公司包括日本Howling Bull、美國MEGAFORCE、歐洲SPV..等。這張專輯打入美國CMJ的Loud Rock排行榜亞軍、獲美國《Revolver》雜誌選為最受矚目樂團「The Band To Watch」、英國Total Rock電台的首選藝人名單、Alternative Vision的「Band of the Month」。團員開始獲邀為Ibanez、Caparison、Zildjian、Mapex等國際知名樂器品牌代言。
2007年初，閃靈赴法國MIDEM音樂展、日本INDEPENDENCE-D音樂祭演出，年中獲奧茲·奧斯本邀請，與上帝羔羊、Hatebreed、比蒙巨獸、妖怪樂團、Nile、Devil Driver等團體參與奧茲音樂節22場北美巡迴，並展開「UNLIMITED TOUR」北美共計77場演唱會，其中包括閃靈專場以及分別與美國的Nile、Dååth、Orbituary、英國惡靈天皇等樂團的合作演出，外加一場德國瓦肯音樂祭。「UNLIMITED TOUR」的命名由來是為了凸顯台灣不被聯合國承認、國際空間受限的現實，藉由國際巡迴的機會表達樂團的抗議立場，UNLIMITED代表的是the U.N.、LIMITED。這次巡迴獲得美國主流媒體的大量報導，登上包括美國廣播公司、《紐約時報》、《洛杉磯時報》、《華盛頓郵報》…等，並獲《紐約時報》樂評讚為當年奧茲音樂節最佳藝人。2007年底，「UNLIMITED TOUR」繼續在歐洲展開，巡迴包括英國、德國、比利時、荷蘭、捷克、匈牙利、芬蘭、拉脫維亞、愛沙尼亞、立陶宛等國共演出28場，合作演出樂團包括瑞典的Marduk、芬蘭的Ensiferum以及加拿大的3 Inches of Blood等。
「UNLIMITED TOUR」以日記的方式每天即時在《自由時報》娛樂版刊出，於後由圓神出版社精選集結出版《這就是GUTS！：夢想這回事，從來沒有句點》一書。同時，閃靈亦獲《自由時報》選為2007年度的「自由之星」。自2006年後，隨著閃靈國際行程的增加壓縮下，在台灣的演出則漸漸減少，也幾乎停止了音樂祭的參與。

### 英國環球唱片/Spinefarm簽約期：《十殿》（2008 - 2011年）

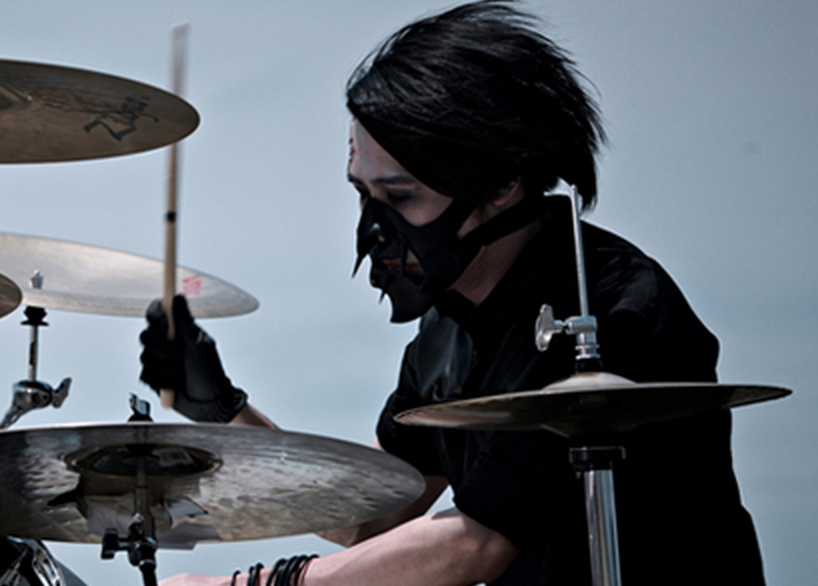
《十殿》時期的鼓手丹尼。

2008年初，閃靈開始準備新專輯《十殿》，同時，創團者Freddy不再擔任團長，由貝斯手Doris接任。同年中，閃靈赴洛杉磯錄製，由炭疽吉他手Rob Caggiano擔任製作人。並與國際環球唱片公司旗下重金屬廠牌Spinefarm Records簽訂全球發行合約，於2009年發行。
《十殿》以台灣二二八事件為歷史背景，由一位欲改變歷史因此穿梭於地獄的乩童角色，來描寫東亞的地獄觀。音樂風格中的黑金屬特色減少，而本土風格則更為凸顯，例如〈刃綻〉、〈鬼縛〉、〈淨血終戰〉都有鮮明的中國五聲音階橋段，女聲部分邀請陳珊妮與美國樂團Echoes of Eternity主唱Francine Boucher演唱。此外，節奏方面使用了更多的Blastbeat技法，吉他演奏也大量增加鞭擊金屬的THRASH RIFF。這張專輯歌詞在台灣是全台語版本，國際版則以英語歌詞為主，並保留部分台語。專輯發行後，二胡手甦農離開閃靈，但之後的專輯仍由甦農演奏二胡，公開演出則由Freddy演奏或由電腦backing tracks播放。
《十殿》在台灣登上博客來「流行音樂排行榜」季軍，〈鬼縛〉的音樂錄影帶在Youtube上架後，登上「台灣最受喜愛音樂影片」季軍。獲英國音樂雜誌《Kerrang!》評為「重金屬搖滾中的極品（Top-notch）」，並登上英國重金屬雜誌《Terrorizer》封面人物。2009年底，在英國重金屬雜誌《Terrorizer》年度讀者票選活動中，閃靈分別在「最佳樂團」、「最佳專輯」以及「最佳演出」奪得全球第二名，其他項目包括：「最佳主唱」第三名，「最佳貝斯」第二名，「最佳吉他」第七名，「最佳鼓手」第八名，Doris與Freddy亦名列在「最佳個人」排名的第九名與第十名，成為該項目中，唯一有兩位團員進榜的樂團。
2009下半年，閃靈展開「Mirror of Retribution」國際巡迴，包括美國、加拿大、英國共33場，合作樂團包括Satyricon、Bleeding Through。隔年則繼續在香港、澳門、新加坡演出，並於9月發行翻唱猶大祭司名曲的〈Painkiller〉單曲。2010年10月受邀於日本最大重金屬音樂祭Loud Park演出，年底與瑞典樂團邪神大敵在英國巡迴。2011年上半年則參與了由權威重金屬雜誌《Metal Hammer》主辦的Hammer Fest音樂祭、德國浪潮哥德聚以及英國的Download Festival。
自從2008年Doris擔任團長後，她也是代表閃靈的發言者，成為媒體受訪的焦點。此後，她的形象同時具備有閃靈音樂精神，也是性感女性樂手的象徵，例如她曾在英國新聞雜誌《MONOCLE》、日本《METROPOLIS》與台灣《CACAO》等雜誌談論公共議題理念，並曾代言台灣婦女新知基金會活動。另一方面，她自2008年起連續四年獲男性雜誌《FHM男人幫》選為「全球百大性感美女」，並二度登上《FHM男人幫》雜誌封面、也在《GQ》等時尚雜誌呈現性感形象。英國男裝雜誌《FRONT》曾選Doris為該雜誌「最喜愛的女藝人」，美國音樂雜誌《Revolver》亦將她列為「史上二十位最性感重金屬搖滾女藝人」之一，英國重金屬雜誌《Terrorizer》也將Doris選為「全球五十大搖滾巨星」。2012年10月，Doris發行個人第一本寫真集《Doris火燒．島》

### 英國環球唱片/Spinefarm簽約期：《高砂軍》・《武德》（2011 - 2014年）

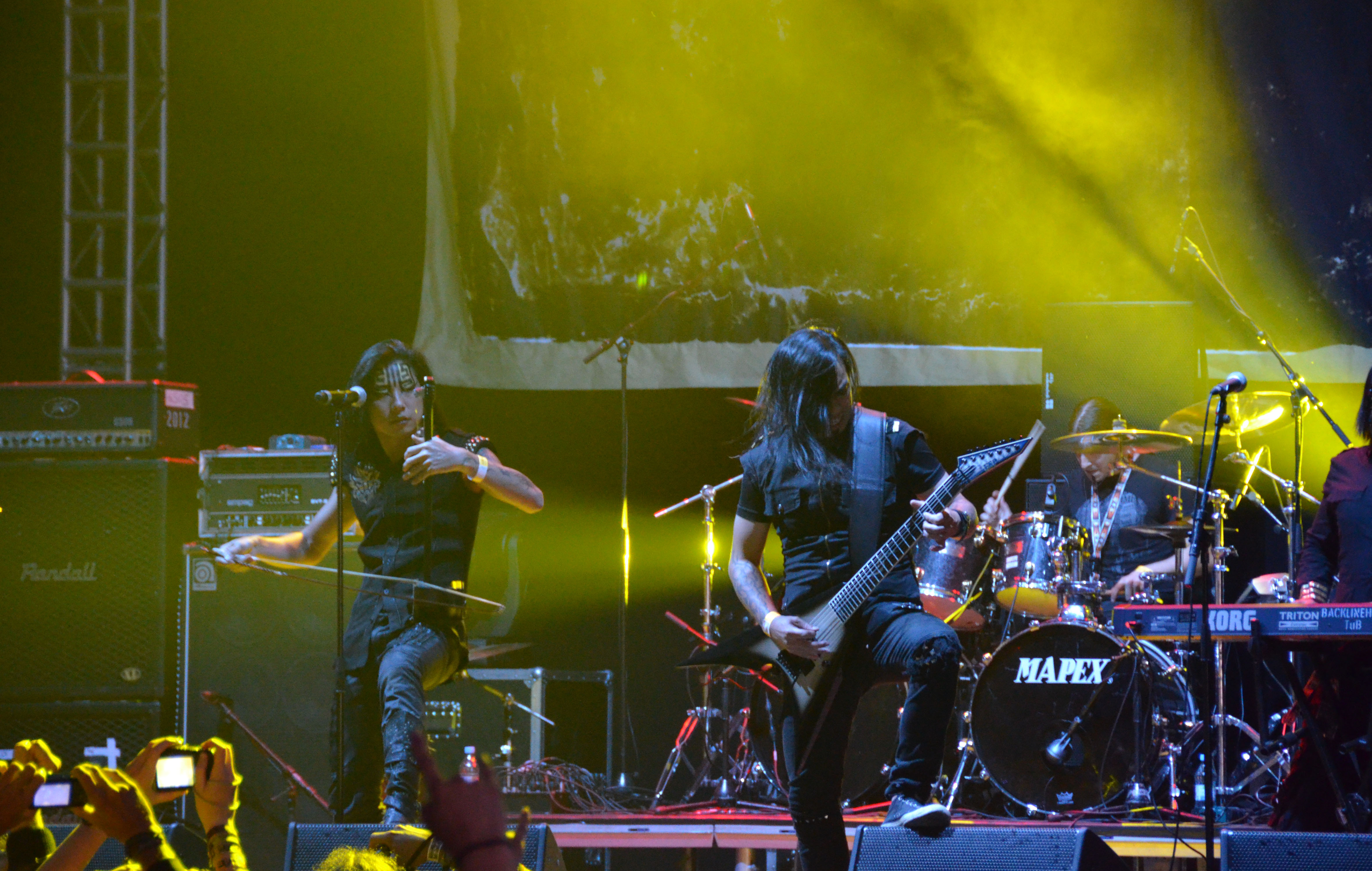
2012年登上全球最大金屬盛事德國瓦肯音樂祭演出的閃靈。

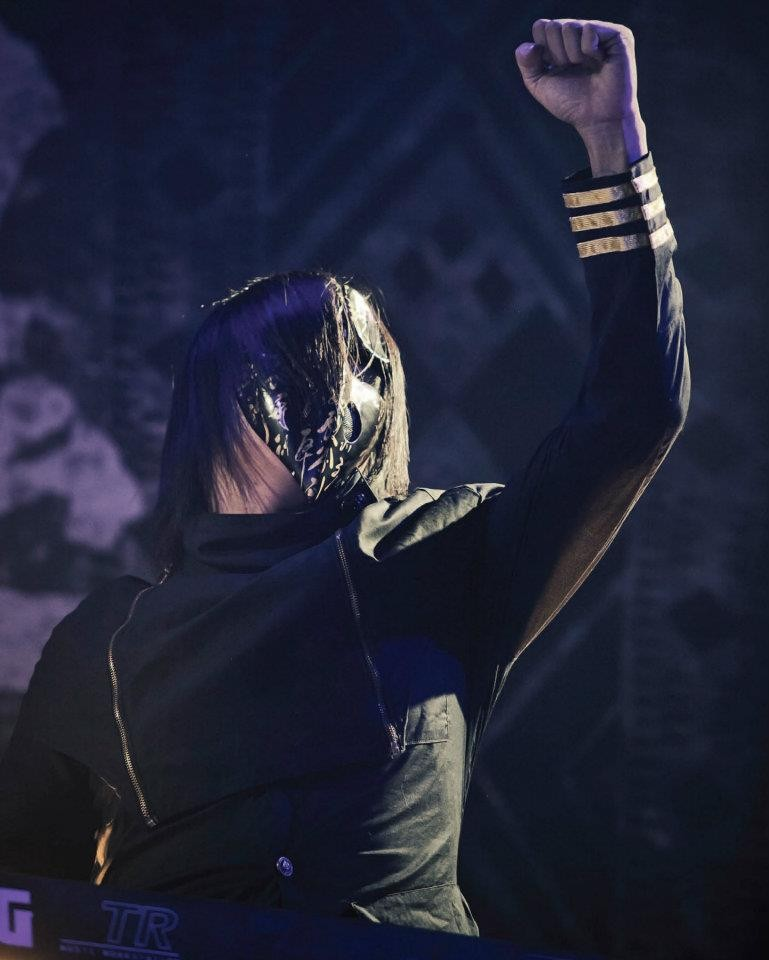
《高砂軍》時期的鍵盤手小捲。

2011年上半年開始製作新專輯《高砂軍》，由曾經製作瑞典樂團邪神大敵的Rickard Bengtsson擔任製作人，於7月份由環球唱片全球發行。這張專輯以太平洋戰爭中台籍日本兵的故事為背景，主角身為霧社事件遺族，串連了前兩張專輯《賽德克巴萊》與《十殿》的故事，讓這三張專輯結合成為了一個整體故事，稱之為「鎮魂三部曲」。Freddy與小黑在訪問中表示，這次寫歌的模式與過去不同，過去通常是先以重金屬格式來創作，再加入台灣本土的元素；《高砂軍》則先寫傳統台語歌的格式，重視台語歌詞語調與旋律的結合，再把歌曲加重到重金屬的規格。在台語填詞方面，則請來了金曲獎作詞人武雄與李江卻台語文教基金會擔任顧問。編曲的本土樂器部分，除了閃靈長期使用的二胡以外，也有傳統台語歌常見的尺八、箏等樂器，另外還邀請了台語歌手余天、詹雅雯、唐美雲擔任客座歌手演唱，以及太魯閣族音樂家彼德洛烏嘎吹奏獵首笛。Doris曾表示，西方定義的重金屬風格不管是黑金屬或是死亡金屬都很難簡單定義閃靈目前的風格，如果必須要選擇一種風格名稱，閃靈會使用「東方金屬（Orient Metal）」。
《高砂軍》於2011年7月6日發行，登上博客來「流行音樂排行榜」冠軍，〈皇軍〉的音樂錄影帶在Youtube上架後，登上「台灣最受喜愛音樂影片」季軍，並入圍第23屆金曲獎「最佳音樂錄影帶獎」。在國際方面則打入日本公信榜「流行音樂TOP 200排行榜」第109名，再次登上《Revolver》、《Terrorizer》、《Metal Hammer》等國際音樂雜誌。知名樂評網站Metal Storm選為「年度最佳旋律黑金屬專輯」，法國樂評網站Boulevard Brutal選為「2011年度最佳黑金屬專輯」，日本搖滾雜誌《Burrn!》選為「年度全球最佳專輯第七名」、「全球重金屬樂團排名」第23名，以及「2012年最受期待演唱會」。隨著閃靈在國際的穩定發展，知名樂器廠牌ESP吉他簽下小黑、Doris代言，並開發量產兩位團員的專屬型號琴「ESP Katana」與「ESP Andromeda D.」。
2011年中參加韓國釜山音樂祭演出，展開「Heavy-armed完全武裝」國際巡迴演唱會，於美國、加拿大、日本、英國、德國、法國、比利時、荷蘭等國家共演出60場，並參加英國Damnation Festival演出。共同演出的樂團包括瑞典邪神大敵、美國Devil Driver等。2011年10月底，於近三張專輯故事中的重要地點、二二八事件的古戰場埔里醒靈寺舉辦「醒靈寺大決戰」演唱會。特別來賓包括於《高砂軍》中演出的詹雅雯與彼德洛烏嘎，以及美國上帝羔羊樂團主唱Randy Blythe。這場演唱會舉辦了贈送機票給國外樂迷來台的活動，只要錄製唱〈皇軍〉台語副歌的影像，就有機會獲獎。除了台灣的觀眾，也包括美國、加拿大、墨西哥、越南、日本、德國、波蘭、香港、新加坡、印尼、中國等世界各地的閃靈樂迷參加，台灣主流媒體包括TVBS、東森電視、三立電視、民視、中央通訊社、《自由時報》等都曾進行報導。隔年初，發行《醒靈寺大決戰DVD》，並在誠品書店安排了一連串Unplugged演出、座談活動。
2012年，閃靈登上《自由時報》新春特刊封面藝人，2月份與好友上帝羔羊在台北、東京、大阪演出。4月初，闊別六年後重回墾丁春天吶喊演出，還在現場搭了鬼屋給樂迷玩，Doris也特別配合墾丁海灘的風情，以比基尼的造型上台演出。4月底於印尼Hammer Sonic音樂祭演出。7月開始展開音樂祭巡迴，先後登上德國瓦肯音樂祭、Rockharz Open Air、Devilside、葡萄牙Vagos、英國Bloodstock Open Air。之後於日本富士搖滾音樂祭演出，閃靈特別為該音樂節的表演找來了前麥加帝斯吉他手馬蒂·弗里德曼擔任特別來賓演奏〈鎮魂醒靈寺〉一曲。2012年底，閃靈於台北Neo Studio展演館舉辦演唱會，一千五百張門票開賣數小時完售，該場演唱會亦再次邀請馬蒂·弗里德曼來台擔任特別來賓。
2013年1月，閃靈與春沐國際合作，推出Apple iOS手機遊戲《CHTHONIC Rhythm Crusher》，登上日本、新加坡、台灣等多國排行榜。6月份，閃靈發行第七張專輯《武德》，邀請蔡振南和唐美雲參與錄製，入圍台灣金音創作獎七項提名，最終獲得三項大獎，成為該屆最大贏家。該專輯也第25屆金曲獎「最佳樂團獎」。2013年間，閃靈舉辦「武德殿不插電」演唱會，改編經典歌曲為不插電版本於桃園、台中、新化的武德殿巡迴演出，並邀請陳綺貞、林生祥、巴奈擔任嘉賓獻聲。於後發行「閃靈【武德殿不插電】演唱會實況DVD」。2014年11月，閃靈與導演鄭文堂、上帝羔羊樂團主唱Randy Blythe、楊烈、吳朋奉、蔡昌憲、李亦捷合作拍攝電影（片名暫定為《正港衝組》）。12月29日，閃靈發行第九張錄音室作品失竊千年，為改編多首舊作的民謠版本專輯，並邀請元千歲演唱暮沉武德殿一曲。這張專輯入圍第26屆金曲獎「最佳樂團」、「最佳台語專輯」。

### 轉趨低度運作時期（2015年 - 至今）
2015年初，主唱Freddy（林昶佐）投入立法委員選舉。12月26日，閃靈在中正紀念堂舉辦「鎮魂護國」大型演唱會，聚集三萬多名樂迷。2016年初，主唱Freddy當選立委後，在電影《惡棍英雄：死侍》中飾演死侍的加拿大男星萊恩·雷諾斯曾開玩笑要應徵閃靈主唱，3月份，閃靈參與大港開唱演出時，Freddy也穿上死侍的招牌服裝演出。2016年5月，根據英國廣播公司新聞報導，閃靈正為電影創作主題曲與配樂。
林昶佐當選立委後，閃靈轉趨低度運作，僅偶有公開演出，並仍於2018年發行第九張錄音室專輯《政治》，並邀請何韻詩獻唱烏牛欄大護法一曲。並入圍隔年的金曲獎「年度專輯獎」「年度歌曲獎」「最佳台語專輯獎」「最佳音樂錄影帶獎」「最佳作詞人獎」「最佳樂團獎」七項大獎，奪得最佳樂團獎。2019年12月21日，於凱達格蘭大道舉辦「台灣大凱旋」演唱會，聚集五萬多名樂迷。2020年，與Trivium主唱Matt Heafy合作改編新版破夜斬。
2023年的228紀念日當天，閃靈發行睽違五年的新歌「PATTONKAN 護國山」，以紀念白色恐怖受難者高一生。獲英國Metal Hammer雜誌選為「十大重金屬新曲」，獲頒「慕尼黑音樂影片大獎」的「最佳亞太音樂影片」「攝影佳作」兩獎項，以及入選美國葛萊美獎Global Spin節目的五月主推歌曲，成為台灣第一個獲該節目推薦的藝人。
自2016年以來低度運作的閃靈，仍以數位方式發行了少數公開演出的實況作品，包括2020年「台灣大凱旋」演唱會、2021年「關閉太陽」實況單曲、2021年「台灣閃閃爍」大港開唱實況、2023年「閃靈珂拉琪之大港合體」等。2024年初Freddy卸任立委後，團員們開始進行新專輯的創作，於2025年發行單曲〈百萬遍〉。

## 音樂風格
| “        | 閃靈的二胡代表著很多意義，你可以說它有某種商業思考，也可以說它很具有民族特色。總之光是二胡這個樂器，就可以有很多故事（透過它）去解釋。 | ” |
| ——陳珊妮 | |   |

| “            | 其實我從來沒有刻意估量要放多少東方特色或五聲音階旋律在閃靈的音樂裡面，選擇二胡（加入編制）也是很自然的事。身為一個台灣人，仔細去感受屬於我們自己的文化氛圍，有台灣特色的靈感自然而然就會在創作過程中流露。 | ” |
| ——主唱Freddy | |   |

在樂團發展初期，閃靈的音樂風格通常被歸類為黑死金屬，美國音樂網站Sputnikmusic歸類為極端金屬。而日本搖滾雜誌《Burrn!》、美國權威音樂雜誌《告示牌》、英國音樂雜誌《Rock Sound》及美國線上音樂資料庫AllMusic都將閃靈歸類為交響黑金屬。除了重金屬中嘶吼的主唱、快速厚重的雙踏大鼓與貝斯聲線以外，吉他與鍵盤的旋律再加上悲淒的二胡編制成為閃靈獨一無二的特色。《賽德克巴萊》加入歌德金屬和前衛金屬的元素。《十殿》轉變為旋律黑金屬，並加入旋律死亡金屬和燻黑死亡金屬的元素。《高砂軍》開始展現出非常鮮明的民謠金屬，並融合了交響金屬、旋律黑金屬與力量金屬的元素，往常冷冽淒厲的鬼魅侵略性也開始呈現較激昂壯闊的音樂氛圍。《武德》持續著屬於閃靈獨特的民謠金屬風格，更多的東亞樂器和弦樂器編曲，在金屬樂中呈現道地的台灣音韻。由於樂團的民族特色十分鮮明，尤其是在悲傷情緒的表現手法上，與世界各地的重金屬樂團有著明顯區別，因此在歐美音樂界中，已有許多媒體和樂評人開始以新流派名詞「東方金屬（Orient Metal）」來定義閃靈特有的音樂風格。美國音樂網站Sputnikmusic稱「閃靈的音樂情緒在黑死金屬世界中是無與倫比的」。
歌詞風格則圍繞在台灣歷史、神話、民間傳說與人民對殖民者的角度，例如《祖靈之流》描寫中國先民渡海至台灣開墾的故事；《靈魄之界》描述藏神與原住祖靈合力驅逐中原漢神的戰爭；《永劫輪迴》描寫台灣厲鬼林投姐救子對抗天庭的悲慘故事；《賽德克巴萊》講述霧社事件中莫那·魯道對抗日本殖民統治；《十殿》敘述二二八事件中闖入地獄的通靈少年；《高砂軍》描寫二戰期間為日本效命的高砂義勇隊心境；《武德》則是以台灣民族挑戰權威統治的故事為主軸，如四二四刺殺蔣經國案、臺灣白色恐怖時期、雲林大屠殺、泰源事件與鄭南榕自焚案都成為歌曲創作的主題。閃靈早期的歌詞都是以文言文填寫，這在當代中國或是台灣音樂圈中都是罕見的方式，一些歌詞也包含日語和台灣原住民族諸語。2000年，在樂團成功打入國際市場之際，也在每張專輯發行時額外增加了英語版本，沿用原始的歌詞主題進行翻譯重寫。
閃靈在2014年的《失竊千年》中，將原有黑死金屬的元素抽離，把《高砂軍》及《武德》兩張專輯的歌曲改用台灣民謠方式呈現，並邀請元千歲及林生祥參與錄製。發行後入圍第26屆金曲獎最佳樂團獎及最佳台語專輯獎。

## 舞台表演

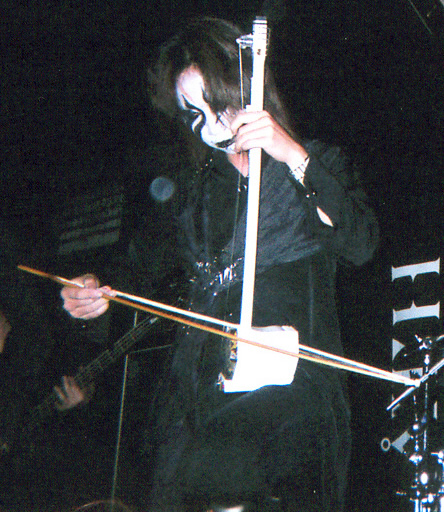
化著屍妝的前二胡手趙甦農。

閃靈也以令人震驚的舞台造型藝術著稱，主要是源自於斯堪地那維亞的黑金屬流派一貫的風格，閃靈成員也在臉部畫上驚悚的屍妝、穿著全黑的服飾，但他們是使用台灣當地的故事元素，而不是一些西方樂團使用的撒旦或異教象徵。從1998年起，主唱Freddy便將八家將等台灣民俗元素和特點融入妝容。2009年，閃靈從《十殿》時期開始大幅改變外型，鍵盤手小捲以一片白布包裹整個臉部，上面刻有神話中復活殭屍咒語的漢字；主唱Freddy做出陰陽眼及符文的妝容；貝斯手Doris畫上官將首臉譜的元素；吉他手小黑畫上卑南族紋面；鼓手丹尼則戴著有般若之面元素的面具。隨著2011年《高砂軍》的發行，閃靈的造型融合更多的軍裝風格，樂團成員一致同意不再畫屍妝，團長Doris說：「一直畫屍妝，國外很容易把閃靈定位在純黑金屬，但我們其實沒有這樣的文化背景或想法；另外則是膚質的考量，多多少少也會影響」。
在1998年的春天吶喊音樂祭中，前貝斯手親友團在演唱現場擺上線香並燃燒冥紙後，閃靈的每一場演唱會中，樂迷都固定會往空中拋撒大量的冥紙，用來對歌曲描述的祖先和靈魂表示敬意，漫天飛舞的冥紙場景也成為閃靈傳統的一部分。然而這也導致不熟悉閃靈文化的華人認為，在演唱會上撒冥紙可能是一種不吉利、不尊重或冒犯鬼神的禁忌，引起一些民眾的抱怨和疑惑。
閃靈也因曾公開燃燒中國國民黨黨旗而聞名，他們首先在2009年〈鬼縛〉的音樂錄影帶這樣做，並有蔣中正銅像斷頭流血的畫面，引起社會輿論兩極化的反應。在〈鎮魂醒靈寺〉的現場音樂錄影帶中，也可看到主唱Freddy持打火機準備焚燒國民黨黨旗，不過似乎因為風大而沒有點著。

## 社會議題

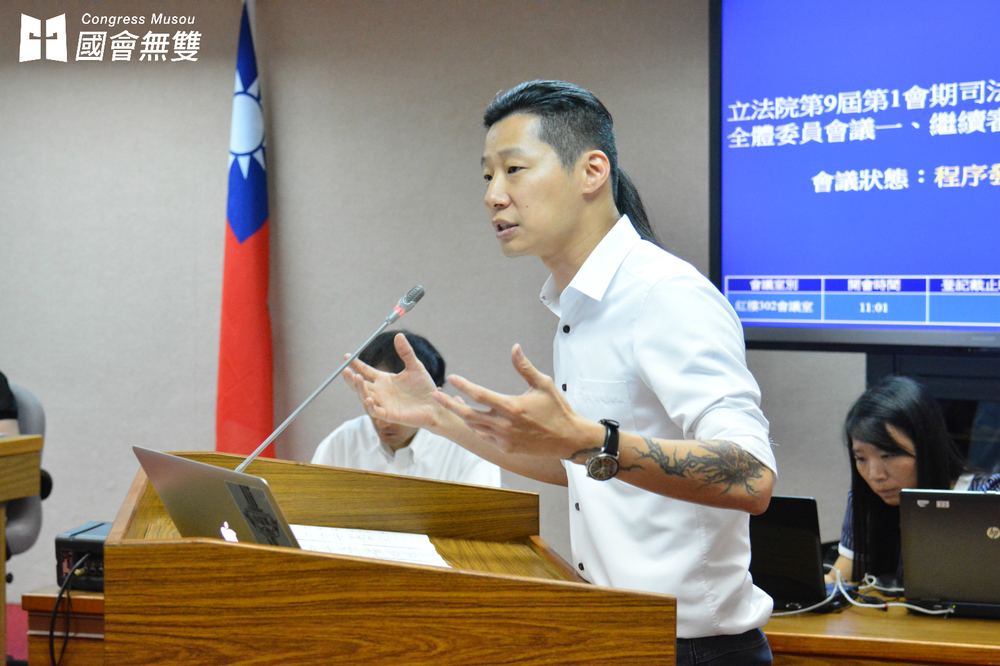
林昶佐在立法院質詢原住民轉型正義問題。

閃靈團員不避諱表現他們對國際人權、台灣獨立等公共議題的理念，並參與推動相關的社會運動。主唱Freddy於2000年發起「Say Yes to Taiwan 台灣魂演唱會」，2007年「二二八」六十週年參與發起推動轉型正義的「正義無敵音樂會」。2003年爭取到「西藏自由音樂會」來台北舉辦，2009年也再次於台灣舉辦西藏自由音樂會，閃靈並獲第四屆西藏音樂獎最佳國際藝人獎。Freddy曾擔任國際特赦組織台灣分會兩任會長（已於2014年6月卸任）。貝斯手Doris亦於2007代言台灣婦女新知基金會的女權活動。
2007年，閃靈將2007年的巡迴演唱會定名為「UNlimited Tour」，藉此讓各國樂迷了解台灣受到聯合國（UN）限制（limit）的現實。因此，當年包括台灣聯合國協進會以及UNTC台灣加入聯合國促進會兩個民間組織邀請閃靈擔任其今年活動的代言人，台灣政府外交機關亦委託閃靈樂團在美國巡迴期間宣達以台灣名義加入聯合國的理念。
2014年3月，閃靈支持了太陽花學運。3月31日，於景美人權文化園區舉辦演唱會，所有門票收入捐助國際特赦組織台灣分會的國際人權工作。並邀請陳明章、雞排妹、彭政閔、林智勝、大支...等各界名人好友站台或捐義賣品支持。2015年1月25日，主唱林昶佐與林峯正等人宣布成立新政黨時代力量。3月19日，宣布參選立法委員。同年8月5日，閃靈聲援了反黑箱課綱運動，於中華民國教育部前廣場舉行講唱會，為現場的抗議學生打氣。2016年1月16日，林昶佐當選第9屆中華民國立法委員。
2018年高雄市長選舉表態支持陳其邁。團員Doris並錄製加油影片。
團員立法委員林昶佐，出席捷克議長訪問團午宴接待。由於林昶佐與布拉格賀吉普市長原本就認識，布拉格賀吉普市長亦是閃靈樂迷，還表示已經說好，閃靈要快回布拉格開演唱會。
2020年1月11日，林昶佐當選第十屆中華民國立法委員。

## 成員列表

### 現任團員
| 姓名   | 英文名 | 出生地 | 出生日期      | 介紹                               |
| ------ | ------ | ------ | ------------- | ---------------------------------- |
| 葉湘怡 | Doris  | 臺灣   | 1977年9月19日 | 團長、貝斯手：Thunder Tears        |
| 林昶佐 | Freddy | 臺灣   | 1976年2月1日  | 主唱、二胡手：Left Face of Maradou |
| 劉笙彙 | Jesse  | 臺灣   |               | 吉他手：The Infernal               |
| 汪子驤 | Dani   | 臺灣   |               | 鼓手：Azathothian Hands            |
| 高嘉嶸 | CJ     | 臺灣   |               | 鍵盤手：Dispersed Fingers          |

### 已離開團員
- Ellis——吉他手（1995年—1998年）
- Zac大麻 （張崇偉）—— 吉他手 （1998年—1999年）
- Man 6 悶六 ——貝斯手 （1995年—1996年）
- Yu 小羽 （侯淙仁）——  貝斯手（1996年—1999年 ）
- Ambrosia（郎雅玲）—— 鍵盤手（1996年—2001年）
- Vivien —— 鍵盤手（2001年—2002年 ）
- Sheryl (廖雪茹）——  鍵盤手 （2002年—2003年）
- Luis —— 鍵盤手 （2003年—2004年）
- Alexia —— 鍵盤手 （2004年—2005年）
- Terry —— 鼓手 （1995年—1997年）
- Wang 小汪——  鼓手 （1997年—1999年）
- A-Jay —— 鼓手 （1999年—2004年）
- Sunong （趙甦農） —— 二胡手（2005年—2008年）

### 支援樂手
閃靈台灣大會戰演唱會（2011年）
- Marty Friedman - 吉他
- 陳珊妮 - 人聲

閃靈醒靈寺大決戰演唱會（2012年）
- Randy Blythe - 人聲

閃靈不插電武德殿巡迴演唱會（2013年）
- 陳綺貞 – 吉他、人聲
- 林生祥 – 月琴
- 巴奈·庫穗 – 人聲

MTV閃靈不插電演唱會（2014年12月9日）
- 盧凱彤 – 吉他、和聲
- 陳明章 – 吉他、月琴
- 甦農 – 二胡

台灣大凱旋（2019年12月21日）
- 何欣穗 – 人聲

第九屆大港開唱（2017年3月26日）
- 玉木慎吾（日语：Shingo Tamaki） – 貝斯

2021大港開唱（2021年3月27日）
- 唐鳳 – 人聲

2023大港開唱（2023年4月1日）
- 珂拉琪 – 人聲、吉他

## 音樂作品

### 錄音室專輯
| 發行日期       | 專輯名稱   | 曲目 |
| -------------- | ---------- | --- |
| 1999年         | 祖靈之流   | 曲目 1. Drift Out to Mystery 2. 越海 3. 海息 4. 母島解體‧登基 5. 深耕（越海之二） 6. 燕歌行 7. 血雲朵 8. 聖戰（越海之三） 9. 榆樹街之夢魘 |
| 2000年         | 靈魄之界   | 曲目 1. 海息 慢板 2. 第一節 序 3. 第二節 幽游冥河 4. 第三節 支那之喚 5. 第四節 匯神 6. 第五節 侵 7. 第六節 玄蒼 8. 第七節 永固邦稷 |
| 2002年4月1日   | 永劫輪迴   | 曲目 中文 1. 第一章 業 2. 第二章 悲命格 3. 第三章 恨葬林投 4. 第四章 冥河冤賦 5. 第五章 返陽救子 6. 第六章 厲鬼生 7. 第七章 殺途(復讎之一) 8. 第八章 恨弒三界(復讎之二) 9. 第九章 掠魂入閻獄(復讎之三) 10. 第十章 永劫輪迴 英文 1. Nemesis 2. Onset of Tragedy 3. Obituary tuning 4. Grievance, Acheron Poem 5. Revert to Mortal territory 6. Funest Demon Born 7. Vengeance Arise 8. Slaughter in Tri-Territory 9. Grab the Soul to Hell 10. Relentless Recurrence                                       |
| 2005年8月10日  | 賽德克巴萊 | 曲目 中文 1. 岩木之子 2. 黥面卸 3. 忿燃戰靈封 4. 大出草 5. 泣神 6. 叢屍繫冥河 7. 虹橋赴 8. 川中島之禁 9. 半屍橫氣山林 英文 1. Video Data File 2. Music Video of Indigenous Laceration 3. Music Videos of Quasi Putrefaction 4. Live Video of Bloody Gaya Fulfilled 5. Progeny of Rmdax tasing 6. Indigenous Laceration 7. Enthrone 8. Bloody Gaya Fulfilled 9. The Gods Weep 10. Where the Utux Ancestors Wait 11. Exultant Suicide 12. Banished into Death 13. Quasi Putrefaction                        |
| 2009年8月11日  | 十殿       | 曲目 中文 1. 潛冥 2. 刃綻 3. 心擰 4. 石破 5. 陰法渡冥河 6. 醒靈寺 7. 一九四七 8. 鬼縛 9. 再闖閻獄 10. 淨血終戰 11. 孽鏡沉暮 英文 1. Autoscopy (intro) 2. Blooming Blades 3. Hearts Condemned 4. Venom In My Veins 5. The Aroused 6. Sing-Ling Temple 7. 1947 8. Forty-Nine Theurgy Chains 9. Rise of the Shadows 10. Bloody Waves of Sorrow 11. Spell of Setting Sun: Mirror of Retribution |
| 2011年7月6日   | 高砂軍     | 曲目 中文 1. 冥河島 2. 殘枝 3. 皇軍 4. 震洋 5. 南十字星 6. 薰空 7. 玉碎 8. 歸根 9. 大黑天 10. 鎮魂醒靈寺 英文 1. The Island 2. Legacy of the Seediq 3. Takao 4. Oceanquake 5. Southern Cross 6. Kaoru 7. Broken Jade 8. Root Regeneration 9. Mahakala 10. Quell the Souls in Sing Ling Temple |
| 2013年5月29日  | 武德       | 曲目 中文 1. 武裝 2. 破夜斬 3. 尼可拉斯 4. 共和 5. 大械鬥 6. 亡命關 7. 火薰時代 8. 火燒島 9. 暮沉武德殿 10. 重殖武裝 英文 1. Arising Armament (Intro) 2. Supreme Pain for the Tyrant 3. Sail into the Sunset's Fire 4. Next Republic 5. Rage of my Sword 6. Between Silence and Death 7. Resurrection Pyre 8. Set Fire to the Island 9. Defenders of Butik Palace 10. Undying Rearmament (Outro) 11. Sail into the Sunset's Fire (Taiwanese version) 12. Defenders of Butik Palace (All English' version) |
| 2014年12月29日 | 失竊千年   | 曲目 1. 殘枝 2. 皇軍 3. 火燒島 4. 亡命關 5. 大械鬥 6. 共和 7. 破夜斬 8. 薰空 9. 玉碎 10. 暮沉武德殿 11. 尼可拉斯 |
| 2018年10月10日 | 政治       | 曲目 中文 1. 本願 2. 昭應 3. 天誅 4. 真武 5. 失落的令旗 6. 千歲 7. 合掌 8. 一念無明 9. 鑒國 10. 烏牛欄大護法 11. 開眼 英文 1. Drawing Omnipotence Nigh 2. The Silent One’s Torch 3. Flames upon the Weeping Winds 4. A Crimson Sky’s Command 5. Souls of the Revolution 6. Taste the Black Tears 7. One Thousand Eyes 8. Masked Faith 9. Carved in Bloodstone 10. Millennia’s Faith Undone 11. Autopoiesis                                                                                                |

### 現場專輯
| 發行日期      | 專輯名稱                       | 曲目 |
| ------------- | ------------------------------ | --- |
| 2006年9月2日  | 登基十年演唱會                 | 曲目 上半場： 1. 黥面卸 2. 岩木之子 3. 海息 4. 母島解體登基 5. 掠魂入閻獄 6. 吉他獨奏 7. 鼓獨奏 8. 殺途 9. 大出草 10. 髮扣帶 下半場： 1. 鋼琴+鍵盤獨奏 2. 泣神 3. 二胡獨奏 4. 永固邦稷 5. 叢屍繫冥河 6. 幽游冥河 7. 冥河冤賦 8. 悲命格 9. 永劫輪迴 安可： 1. 虹橋賦 2. 半屍．橫氣山林 |
| 2012年2月15日 | 醒靈寺大決戰                   | 曲目 CD1 1. 序曲 (一九四七) 2. 鬼縛 3. 在闖閻獄 4. 醒靈寺 5. 淨血終戰 6. 孽鏡沈暮 7. 獵首笛演出 8. 黥面卸 9. 大出草 10. 半屍橫氣山林 CD2 1. 冥河島 2. 殘枝 3. 南十字星 4. 薰空 5. 大黑天 6. 鎮魂醒靈寺 7. 皇軍 8. 震洋 9. 玉碎 DVD 1. 序曲 (一九四七) 2. 鬼縛 3. 在闖閻獄 4. 醒靈寺 5. 淨血終戰 6. 孽鏡沈暮 7. 獵首笛演出 8. 黥面卸 9. 大出草 10. 半屍橫氣山林 11. 殘枝 12. 冥河島 13. 南十字星 14. 薰空 15. 大黑天 16. 鎮魂醒靈寺 17. 皇軍 18. 震洋 19. 玉碎 20. 決戰側記 21. 鎮魂醒靈寺音樂錄影帶 |
| 2013年11月2日 | 演武                           | 曲目 Disc #1 Live Video 1. 強化武裝 2. 武裝 3. 震洋 4. 破夜斬 5. 共和 6. 皇軍 7. 玉碎 8. 南十字星 9. 尼可拉斯 10. 暮沉武德殿 11. 重新武裝 漏網影片： 1. 演唱會幕後花絮[一] 演唱後記 2. 演唱會幕後花絮[二] 造型的故事 Disc #2 Music Videos 1. 破夜斬 2. 尼可拉斯 3. 共和 4. 火燒島 5. 暮沉武德殿 6. 幕後花絮 破夜斬 7. 幕後花絮 尼可拉斯 8. 幕後花絮 暮沉武德殿 9. Doris、莊志文導演 聯合專訪 |
| 2020年5月20日 | 台灣大凱旋 TAIWAN Victory Live | 曲目 1. 烏牛欄大護法 2. 真武 3. 烏牛欄大護法 4. 震洋 5. 共和 6. 千歲 7. 天誅 8. 破夜斬 9. 暮沉武德殿 feat.血肉果汁機 Gigo 10. 烏牛欄大護法 - 望天版 feat.何欣穗 11. 皇軍 - 交響版 12. 皇軍 feat.余天 |
| 2021年5月     | 台灣閃閃爍 MEGAPORT2021        | 曲目 1. 大港開唱intro 2. 皇軍(交響版) 3. 震洋 4. 破夜斬 5. 天誅 6. 暮沉武德殿 7. 火燒島 8. 烏牛欄大護法 9. 皇軍 |
| 2023年5月8日  | 閃靈珂拉琪之大港合體           | 曲目 1. 合掌 2. 暮沉武德殿 |
| 2025年5月12日 | 大港 2425：時空陷落            | 曲目 1. MEGAPORTAL INTRO 2. 鎮魂醒靈寺 - Live 2024大港開唱 3. 百萬遍 - Live 2025大港開唱 4. 暮沉武德殿民謠版 - Live 2025大港開唱 5. 皇軍 - Live 2025大港開唱 |

### 精選專輯
| 發行日期       | 專輯名稱                     | 曲目 |
| -------------- | ---------------------------- | --- |
| 2002年11月17日 | 冥誕七年.加藏                | 曲目 1. Summon of China 2. 深耕 3. 幽游冥河 演奏版 4. 聖戰 5. 髮扣帶 6. Guard the Isle Eternally 7. 母島解體．登基 |
| 2006年4月1日   | 鬼脈轉生-帝輪十年經典        | 曲目 1. The Breath Of Ocean 2. Decomposition Of The Mother Isle (Aboriginal Gods Dethroned) 3. Floated Unconciously In The Acheron 4. The Killing Road 5. Onset Of Tragedy 6. Relentless Recurrence 7. Indigenous Laceration 8. Bloody Gaya Fulfilled 9. Quasi Putrefaction 10. Guard The Isle Eternally |
| 2007年         | Pandemonium (Chthonic album) | 曲目 1. City of Obscurity 2. Onset of Tragedy 3. Revert to Mortal Territory 4. Grab the Soul to Hell 5. Decomposition of the Mother Isle (Aboriginal God Enthroned) 6. Floated Unconsciously in the Acheron 7. Indigenous Laceration 8. Bloody Gaya Fulfilled 9. Quasi Putrefaction 10. Guard the Isle Eternally 11. Relentless Recurrence |
| 2012年2月15日  | 醒靈寺大決戰                 | 曲目 DVD 1. 序曲 (一九四七) 2. 鬼縛 3. 在闖閻獄 4. 醒靈寺 5. 淨血終戰 6. 孽鏡沈暮 7. 獵首笛獨奏 8. 黥面卸 9. 大出草 10. 半屍橫氣山林 11. 冥河島 12. 殘枝 13. 南十字星 14. 薰空 15. 大黑天 16. 鎮魂醒靈寺 17. 皇軍 18. 震洋 19. 玉碎 其他影片： 1. 決戰側記 2. 鎮魂醒靈寺音樂錄影帶 CD 1 1. 序曲 (一九四七) 2. 鬼縛 3. 在闖閻獄 4. 醒靈寺 5. 淨血終戰 6. 孽鏡沈暮 7. 獵首笛獨奏 8. 黥面卸 9. 大出草 10. 半屍橫氣山林 CD 2 1. 冥河島 2. 殘枝 3. 南十字星 4. 薰空 5. 大黑天 6. 鎮魂醒靈寺 7. 皇軍 8. 震洋 9. 玉碎 |
| 2016年2月28日  | 鎮魂護國精選集暨紀錄DVD      | 曲目 1. 序曲：共和戰鼓交響版 2. 共和 3. 震洋 4. 破夜斬 5. 尼可拉斯 6. 鎮魂醒靈寺 7. 鬼縛 8. 火燒島 9. 悲命格 10. 半屍 橫氣山林 11. 文面卸 12. 海息 13. 暮沉武德殿 民謠版 14. 暮沉武德殿 15. 皇軍 |

### 迷你專輯
| 發行日期       | 專輯名稱         | 曲目                                           |
| -------------- | ---------------- | ---------------------------------------------- |
| 2015年12月31日 | 鎮魂護國交響戰歌 | 曲目 1. 共和-戰歌演奏版 2. 玉碎-2015終戰70年版 |

### 單曲
| 發行日期 | 專輯名稱                             | 曲目 |
| -------- | ------------------------------------ | --- |
| 1998年   | 越海第二樂章：深耕                   | 曲目 1. 越海 第二樂章 - 深耕 2. 髮扣帶 3. 髮扣帶 (Special Version)                                             |
| 1999年   | 夢魘單曲                             | 曲目 1. 榆樹街之夢魘                                                                                           |
| 2002年   | 鬼王西征                             | 曲目 1. 永固邦稷 / Guard the Isle Eternally 2. 悲命格/ Onset of Tragedy 3. 殺途 / Vengeance Arise              |
| 2003年   | 極惡限戰                             | 曲目 1. 極惡限戰 / Satan's Horns 2. 極惡限戰 / Satan's Horns (IDM Remix) 3. 極惡限戰 / Satan's Horns (Karaoke) |
| 2007年   | Unlimited Taiwan                     | 曲目 1. Unlimited Taiwan                                                                                       |
| 2010年   | Painkiller（翻唱自猶大祭司）         | 曲目 1. Painkiller (Judas Priest cover) 2. Bloody Waves of Sorrow (淨血終戰)                                   |
| 2011年   | 皇軍                                 | 曲目 1. 皇軍 / Takao                                                                                           |
| 2011年   | 玉碎                                 | 曲目 1. 玉碎-2015 / Broken Jade                                                                                |
| 2011年   | 鎮魂醒靈寺                           | 曲目 |
| 2012年   | 火燒。島                             | 曲目 1. 火燒·島 / Set Fire to the Island                                                                       |
| 2019年   | 烏牛欄大護法（望天版）               | 曲目 1. 烏牛欄大護法（望天版）（& 何韻詩）                                                                     |
| 2020年   | 破夜斬2.0                            | 曲目 1. 破夜斬2.0 feat. Matt Heafy                                                                             |
| 2021年   | 關閉太陽 (Live in Roar Now! Bangkah) | 曲目 1. 關閉太陽(Live in Roar Now! Bangkah)                                                                    |
| 2023年   | 護國山 (Pattonkan)                   | 曲目 1. 護國山 (Pattonkan)                                                                                     |
| 2025年   | 百萬遍 (Endless Aeons)               | 曲目 1. 百萬遍 (Endless Aeons)                                                                                 |

### 影像作品
- 2006年9月5日登基十年演唱會
- 2012年2月15日醒靈寺大決戰實況
- 2013年11月2日演武 DVD
- 2015年1月15日武德殿不插電實況演唱會
- 2016年2月28日鎮魂護國精選集暨紀錄DVD

### 紀錄片
- 2003年震氣漫延-閃靈七年記錄影片

### 原聲帶
| 發行日期 | 專輯名稱                           | 曲目 |
| -------- | ---------------------------------- | --- |
| 2017年   | 電影衝組原聲帶： 閃靈 - 失落的令旗 | 曲目 1. 衝 2. 未圓的夢 3. 烏雲罩月 4. 保庄頭 5. 守田園 6. 失去的名字 7. Limited Freedom 8. 斷悲命輪迴 9. 夢 10. 希望 11. 失落的令旗 12. 暮沉武德殿 電音 Remix 13. 火燒島 電音 Remix 14. 皇軍 2015大港開唱 現場暴動版 |

## 出版作品

### 書籍
| 出版日期       | 書名                                       | 作者       | 出版社         | ISBN                |
| 2006年1月19日  | 《閃靈王朝：台灣搖滾鬼王10年全紀錄》       | 閃靈樂團著 | 圓神出版社     | ISBN 986-1331344    |
| 2008年5月30日  | 《這就是GUTS！：夢想這回事，從來沒有句點》 | 閃靈樂團著 | 圓神出版社     | ISBN 978-9861332390 |
| 2012年10月3日  | 《Doris火燒。島》                          | 閃靈樂團著 | 禾廣娛樂       | ISBN 7954162230     |
| 2014年10月26日 | 《戰後五七八天》                           | 閃靈樂團著 | 樂團玉山社出版 | ISBN 978-9862940877 |
| 2014年11月27日 | 《到哪找這款女性，世界一等搖滾女王》       | Doris著    | 明日工作室     | ISBN 978-9862907191 |

## 演出作品

### 電影
| 年份           | 片名 | 飾演 |
| 2017年12月29日 | 衝組 |      |

## 經歷
- 1998年：《祖靈之流》發行，打入Tower流行音樂專輯排行榜。
- 2000年：《靈魄之界》發行，打入Tower流行音樂專輯排行榜，獲香港《MCB》雜誌選為年度十大華語搖滾專輯。
- 2003年：《永劫輪迴》專輯獲第十四屆「金曲獎」最佳樂團獎。
- 2006年：《賽德克巴萊》英文版上市首週登上CMJ、FMQB兩大Loud Rock全美排行榜。
- 2006年：獲《Revolver》雜誌列為「最受矚目樂團The Band To Watch」。
- 2007年：獲選為英國Total Rock電台的首選藝人名單A List。
- 2007年：獲選為英國Alternative Vision的當月樂團「Band of the Month」。
- 2007年：獲《紐約時報》樂評讚為今年奧茲音樂節最佳藝人。
- 2007年：《自由時報》年度「自由之星」。
- 2008年：團長Doris出席於好萊塢舉辦的《Golden Gods Awards》音樂獎，與滑結樂團、奧茲·奧斯本、金屬製品共同出席，為亞洲藝人唯一獲邀。
- 2008年：團長Doris登上《FHM》國際中文版封面人物，並獲英國、澳洲、德國、墨西哥等八國版本《FHM》刊登，為台灣藝人獲得最多《FHM》各國版本刊登的紀錄。
- 2008年：登上芬蘭《SEEPRA》娛樂藝文報封面故事[83]。
- 2009年：《十殿》發行，打入博客來流行音樂專輯排行榜、五大唱片流行音樂金榜。
- 2009年：主唱Freddy登上英國《Terrorizer》雜誌封面人物。
- 2009年：《十殿》英文版上市，英國暢銷音樂週刊《Kerrang!（英语：Kerrang!）》評「閃靈是重金屬搖滾中的極品（Top-notch）」，登上美國加拿大亞馬遜排行榜、CD Universe（英语：CD Univers）e重金屬排行榜。
- 2009年：獲第四屆西藏音樂獎（英语：Tibetan Music Award）最佳國際藝人獎項（Best International Artiste for Tibet）。[74]
- 2009年：團長Doris獲美國《Revolver》雜誌選入史上最性感的重金屬藝人。
- 2009年：團長Doris登上英國《FRONT》雜誌，獲選為10月號「Our Favourite Lady Blossoms This Month」專題第一名，成為該雜誌最喜愛的女藝人。第二名至第五名分別是英國女子偶像團體Dolly Rockers（英语：Dolly Rockers）、瑞典舞曲歌手Agnes Carlsson（英语：Agnes Carlsson）、美國青少年偶像女演員Ashley Green（英语：Ashley Green）以及蘇格蘭女演員Karen Gillan。
- 2009年：團長Doris獲邀參加旅遊生活頻道的《L.A.刺青客》節目錄影，為該節目繼邀請ANikki Sixx（英语：Nikki Sixx）、Scott Ian（英语：Scott Ian）等搖滾明星之後，首次邀請亞洲的搖滾藝人。
- 2009年：英國暢銷搖滾雜誌《Terrorizer》年度讀者票選，閃靈分別在最佳樂團、最佳專輯以及最佳演出奪得全球第二名，其他項目包括：最佳主唱第三名，最佳貝斯第二名，最佳吉他第七名，最佳鼓手第八名，Doris與Freddy亦名列在最佳個人排名的第九名與第十名，成為該項目中，唯一有兩位團員進榜的樂團。
- 2010年：團長Doris登上美國《Revolver》雜誌推出的國際搖滾女明星2010年月曆，9月藝人。
- 2010年：團長Doris登上暢銷搖滾雜誌《Metal Hammer》推出的2010年月曆的5月藝人。
- 2010年：團長Doris登上《GQ》雜誌國際中文版的1月GQ Girl。
- 2010年：團長Doris登上《BODY體面》雜誌4月封面人物。
- 2010年：團長Doris獲英國恐怖影展GOREZONE AWARDS年度風雲人物大獎。[84][85]
- 2010年：團長Doris登上日本《Metropolis》雜誌封面人物。
- 2010年：團長Doris獲選為日本《Burrn!》雜誌11月雜誌加頁海報人物。
- 2011年：登上日本《Burrn!》雜誌1月號深入專訪。
- 2011年：團長Doris獲英國《Terrorizer》雜誌選為全球五十大Rock Star。
- 2011年：主唱Freddy登上英國《Metal Hammer》所發行的《Subterranea》特刊封面人物。
- 2011年：《高砂軍》發行，打入博客來流行音樂專輯排行榜、誠品音樂流行音樂金榜、日本Oricon排行榜等。
- 2011年：《高砂軍》獲知名樂評網站Metal Storm選為年度最佳旋律黑金屬專輯。[28]
- 2011年：《高砂軍》獲日本暢銷雜誌《Burrn!》選為Heavy Metal Championship年度最佳專輯第7名，全球重金屬樂團排名第23名。
- 2011年：丹尼獲金音創作獎最佳樂手獎項。[86]
- 2012年：入選日本《Burrn!》雜誌2012年最期待的演唱會。
- 2012年：《高砂軍》獲法國樂評網站Boulevard Brutal選為「2011年最佳黑金屬專輯」。
- 2012年：《自由時報》新春特刊封面藝人。
- 2012年：入圍第23屆金曲獎「最佳音樂錄影帶」獎。
- 2012年：入圍第3屆金音創作獎「最佳現場演出」獎。
- 2012年：獲日本《Burrn!》雜誌選為Heavy Metal Championship全球重金屬樂團排名第19名。
- 2013年：獲波蘭搖滾音樂雜誌《Teraz Rock（英语：Teraz Rock）》選為國際女性重金屬搖滾藝人全球第一名。[87][88][89]
- 2013年：專輯《武德》入圍第4屆金音創作獎「最佳搖滾專輯」「年度最佳搖滾單曲：暮沉武德殿」「不分類最佳樂團」「不分類最佳專輯」「最佳現場演出」，鼓手汪子驤與吉他手劉笙彙雙雙入圍「最佳樂手」，為該屆金音創作獎最多獎項入圍者，最後獲得「最佳搖滾專輯」「不分類最佳樂團」以及「最佳樂手（劉笙彙）」，成為該屆最大贏家。[90]
- 2014年：專輯《武德》入圍第25屆金曲獎「最佳樂團」。
- 2014年：專輯《武德》入圍第6屆「華語金曲獎」之「最佳樂隊」「最佳搖滾專輯」「最佳專輯封套」獎項，為該屆入圍最多之台灣藝人。[91]
- 2015年：專輯《失竊千年》入圍第26屆金曲獎「最佳樂團」、「最佳台語專輯」。
- 2016年：獲得英國金屬之鎚金神獎（英语：Metal Hammer Golden Gods Awards）「全球最佳金屬樂團獎」。[92]

## 獎項

### 金曲獎/金音獎
| 年份 | 屆次             | 專輯         | 獎項             | 入圍                           | 結果 |
| ---- | ---------------- | ------------ | ---------------- | ------------------------------ | ---- |
| 2003 | 第14屆金曲獎     | 《永劫輪迴》 | 最佳樂團獎       | 《永劫輪迴》                   | 獲獎 |
| 2011 | 第2屆金音創作獎  | 《高砂軍》   | 最佳樂手獎       | 汪子驤《高砂軍》               | 獲獎 |
| 2012 | 第23屆金曲獎     | 《高砂軍》   | 最佳音樂錄影帶獎 | 〈皇軍〉                       | 提名 |
| 2013 | 第4屆金音創作獎  | 《武德》     | 最佳專輯獎       | 《武德》                       | 提名 |
| 2013 | 第4屆金音創作獎  | 《武德》     | 最佳樂團獎       | 《武德》                       | 獲獎 |
| 2013 | 第4屆金音創作獎  | 《武德》     | 最佳樂手獎       | 劉笙彙《武德》                 | 獲獎 |
| 2013 | 第4屆金音創作獎  | 《武德》     | 最佳樂手獎       | 汪子驤《武德》                 | 提名 |
| 2013 | 第4屆金音創作獎  | 《武德》     | 最佳現場演出獎   | 閃靈《台北NEO STUDIO》         | 提名 |
| 2013 | 第4屆金音創作獎  | 《武德》     | 最佳搖滾專輯獎   | 《武德》                       | 獲獎 |
| 2013 | 第4屆金音創作獎  | 《武德》     | 最佳搖滾單曲獎   | 〈暮沉武德殿〉                 | 提名 |
| 2014 | 第25屆金曲獎     | 《武德》     | 最佳樂團獎       | 《武德》                       | 提名 |
| 2015 | 第26屆金曲獎     | 《失竊千年》 | 最佳台語專輯獎   | 《失竊千年》                   | 提名 |
| 2015 | 第26屆金曲獎     | 《失竊千年》 | 最佳樂團獎       | 《失竊千年》                   | 提名 |
| 2015 | 第6屆金音創作獎  | 2015大港開唱 | 最佳現場演出獎   | 《閃靈2015大港開唱》           | 提名 |
| 2019 | 第30屆金曲獎     | 《政治》     | 年度專輯獎       | 《政治》                       | 提名 |
| 2019 | 第30屆金曲獎     | 《政治》     | 年度歌曲獎       | 〈烏牛欄大護法(望天版)〉       | 提名 |
| 2019 | 第30屆金曲獎     | 《政治》     | 最佳台語專輯獎   | 《政治》                       | 提名 |
| 2019 | 第30屆金曲獎     | 《政治》     | 最佳音樂錄影帶獎 | 〈烏牛欄大護法〉               | 提名 |
| 2019 | 第30屆金曲獎     | 《政治》     | 最佳作詞人獎     | 林昶佐〈烏牛欄大護法(望天版)〉 | 提名 |
| 2019 | 第30屆金曲獎     | 《政治》     | 最佳樂團獎       | 《政治》                       | 獲獎 |
| 2019 | 第10屆金音創作獎 | 《政治》     | 最佳搖滾單曲獎   | 〈烏牛欄大護法〉               | 提名 |

### 其他
| 年份   | 獲提名     | 獎項                                | 結果 |
| ------ | ---------- | ----------------------------------- | ---- |
| 1996年 | 〈冥河〉   | 金旋獎創作季軍                      | 獲獎 |
| 1996年 | 〈冥河〉   | 金旋獎最佳編曲獎                    | 獲獎 |
| 1997年 | 〈越海〉   | 全國熱門音樂大賽總決賽亞軍          | 獲獎 |
| 1997年 | 〈越海〉   | 全國熱門音樂大賽最佳創作獎          | 獲獎 |
| 1997年 | 〈越海〉   | 全國熱門音樂大賽最佳造型獎          | 獲獎 |
| 2009年 |            | 西藏音樂獎最佳國際藝人獎            | 獲獎 |
| 2013年 | 《武德》   | 金音創作獎最佳樂團獎                | 獲獎 |
| 2013年 | 《武德》   | 金音創作獎最佳搖滾專輯獎            | 獲獎 |
| 2016年 |            | 金屬之鎚金神獎全球最佳金屬樂團獎    | 獲獎 |
| 2023年 | 《護國山》 | 慕尼黑音樂影片大獎 最佳亞太音樂影片 | 獲獎 |
| 2023年 | 《護國山》 | 慕尼黑音樂影片大獎 攝影佳作         | 獲獎 |
| 2023年 | 《護國山》 | 國際音樂影片大獎 最佳亞太音樂影片   | 獲獎 |
| 2023年 | 《護國山》 | 國際音樂影片大獎 最佳女性導演       | 獲獎 |

## 重要演唱會
- 1997年：「97台灣搖滾節　野台開唱」演唱會。
- 1998年：深耕台灣巡迴演唱會。
- 1999年：暴羽肆虐演唱會（首張專輯貝斯手小羽與鼓手小汪離團紀念）。
- 2000年：日本富士搖滾音樂祭。
- 2000年：鬼月出巡國際巡迴演唱會（日本、香港、新加坡、馬來西亞）。
- 2001年：冥誕五年演唱會（香港）。
- 2002年：鬼王遶境國際巡迴演唱會（美國、日本、香港）。
- 2002年：美國METAL METLDOWN音樂節。
- 2002年：美國MILWAUKEE FESTIVAL密爾瓦基音樂節
- 2002年：日本巡迴演唱會（大阪、名古屋、長野、東京，與瑞典Dark Funeral連袂演出）。
- 2002年：冥誕七年演唱會（地點：台大體育館舊館）。
- 2004年：Say Yes To Taiwan演唱會（台北、東京）。
- 2006年：登基十年演唱會（地點：台北華山藝文特區）。
- 2007年：大港開唱音樂節。
- 2007年：法國坎城MIDEM音樂展演出。
- 2007年：《無極轉生UNlimited》北美巡迴、歐洲巡迴演唱會（英國、東北歐、中歐共30場）。
- 2007年：美國奧茲音樂節（共22場）。
- 2007年：德國瓦肯音樂祭。
- 2008年：台灣西藏自由音樂會。
- 2010年：東京Loud Park音樂祭。
- 2011年：英國Download音樂祭。
- 2011年：《完全武裝》國際巡迴演唱會（日本、美國、加拿大、英國、歐洲共約60場）。
- 2011年：《醒靈寺大決戰》演唱會（辦在南投埔里的醒靈寺）。
- 2014年：德國瓦肯音樂祭（主舞台）。
- 2015年：鎮魂護國演唱會（地點：自由廣場，免費，同時也是Freddy競選大造勢）。
- 2019年：台灣大凱旋凱道演唱會（地點：(台北)凱達格蘭大道，免費，同時也是Freddy競選連任大造勢）。

## 相關文獻
（按照作者姓氏漢語拼音順序排列）
| 出版日期 | 作者                 | 書名                                                 | 出版社                                 | ISBN            |
| 2003年   | 黃皓傑               | 〈兩個樂團的產銷分析：以交工及閃靈為例〉             | 國立中正大學電訊傳播研究所碩士論文     |                 |
| 2006年   | 閃靈樂團，邱立崴撰文 | 《閃靈王朝：十年搖滾全紀錄》                         | 台北：圓神出版社                       | ISBN 9861331344 |
| 2005年   | 許建榮               | 〈音樂、土地與國家：全國搖滾聯盟與台灣當代社會〉     | 國立花蓮師範學院鄉土文化研究所碩士論文 |                 |
| 2000年   | 朱夢慈               | 〈台北創作樂團之音樂實踐與美學：以「閃靈」樂團為例〉 | 國立臺灣大學音樂學研究所碩士論文       |                 |

## 外部連結
- 官方网站
- YouTube上的CHTHONIC 閃靈映像館頻道
- 閃靈樂團的Facebook專頁
- 閃靈樂團的X（前Twitter）（英文）
- 閃靈樂團的Tumblr
- 閃靈樂團的Instagram帳戶
- CHTHONIC 閃靈的歷年專輯與介紹 - KKBOX （页面存档备份，存于）